# Kvarteret Jericho

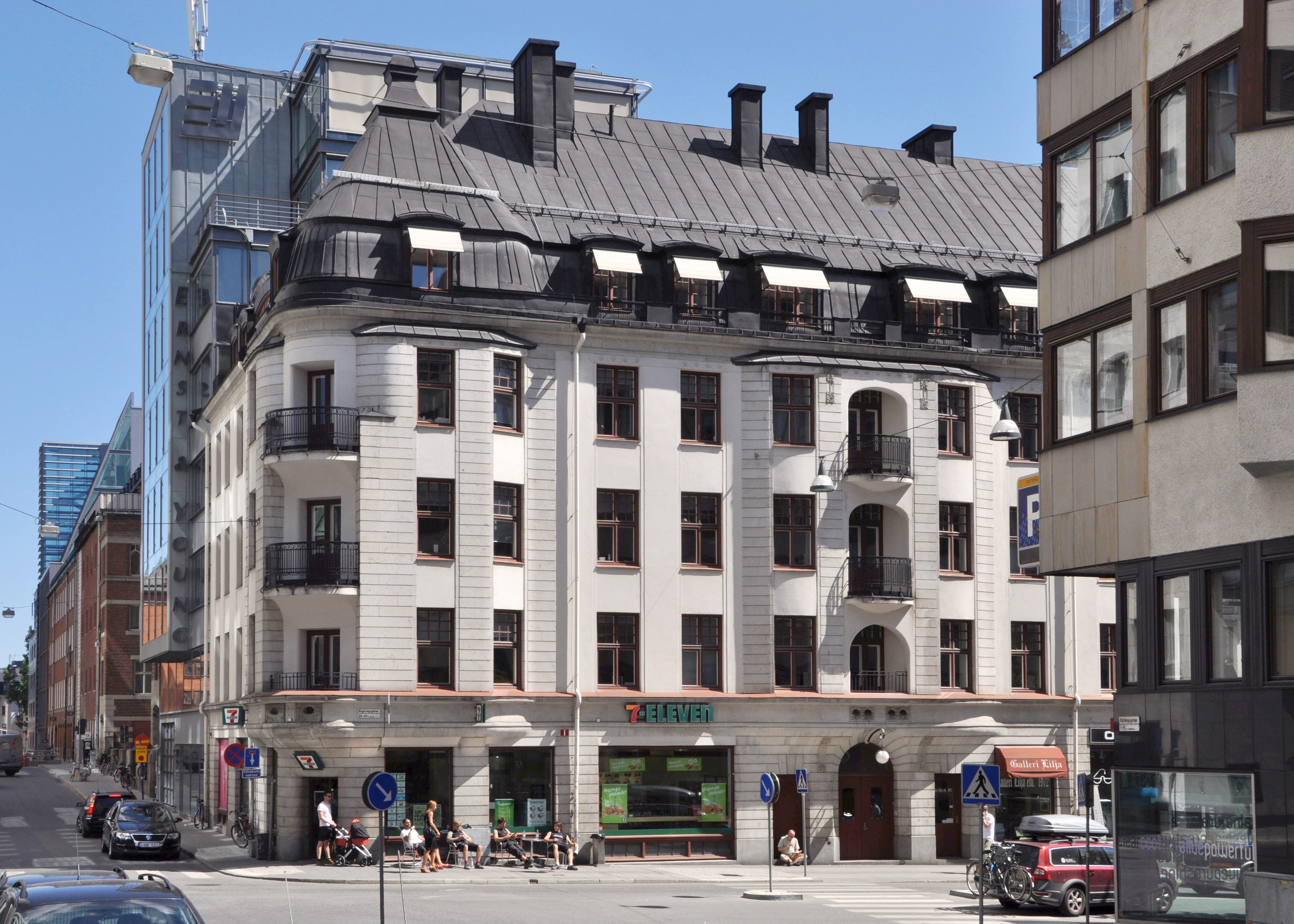
Kvarteret sett från Regeringsgatan / Lästmakargatan. Hörnhuset (Jericho 34) från 1908 är kvarterets äldsta bevarade byggnad.

Jericho är namnet på ett kvarter beläget på Norrmalm i Stockholm. Kvarteret omges av Lästmakargatan i norr, av Norrlandsgatan i öster, av Jakobsbergsgatan i söder och av Regeringsgatan i väster. Inom kvarteret finns flera kulturhistoriskt värdefulla byggnader, bland dem Televerkets hus från 1912 som är byggnadsminnesmärkt. I kvarteret föddes Johan Tobias Sergel den 28 augusti 1740.

## Historik
Kvarteret bildades i samband med stadsplaneringen som började efter en brand omkring 1640 öster om Brunkebergsåsen med Regeringsgatan som huvudgata. Då styckades området i huvudsakligen sex stora rektangulära kvarter, lagda med sin långsida i öst-väst riktning och med mått cirka 200 meter långt och 70 meter brett. Kvarteret längst i södra kom att kallas Hästen och de båda norr därom Torsken samt Oxen Större. Det mellersta av dessa sex kvarter fick namnet Jericho. Sedan dess har kvarteret behållit sin rektangulära planstruktur och sina mått som är resultatet av den rutnätsplan som lades av stadsingenjören Anders Torstensson över trakten mellan Brunkebergsåsen och Rännilen (se Stadsplanering i Stockholm).

### Kvarteret genom tiden

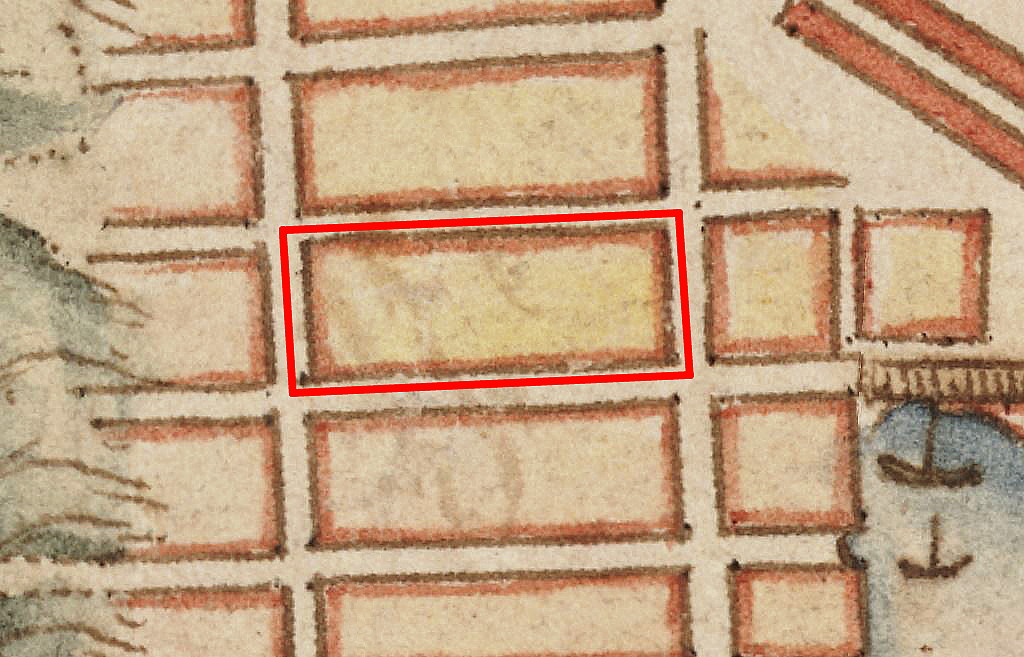
1642.
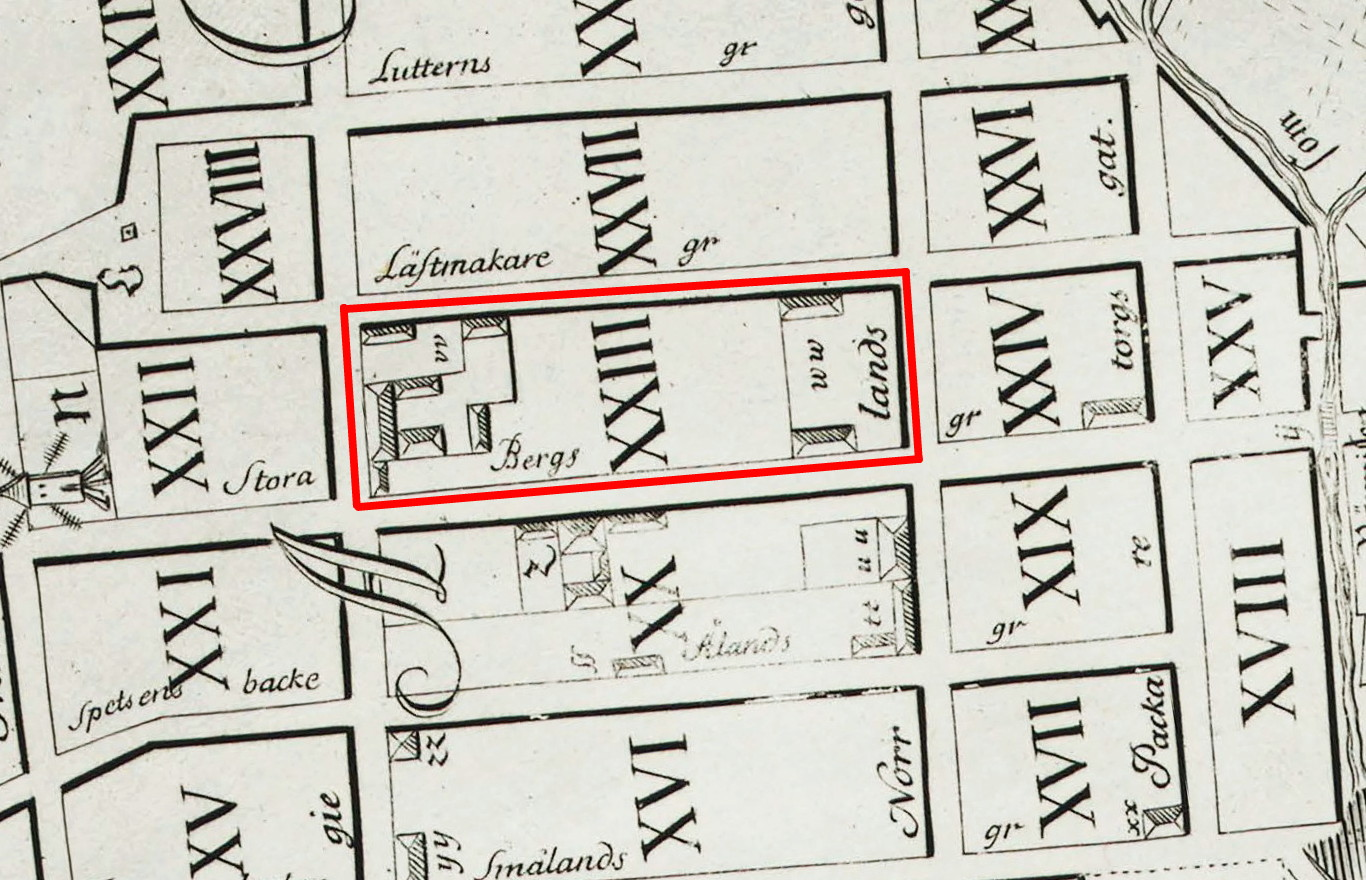
1733.
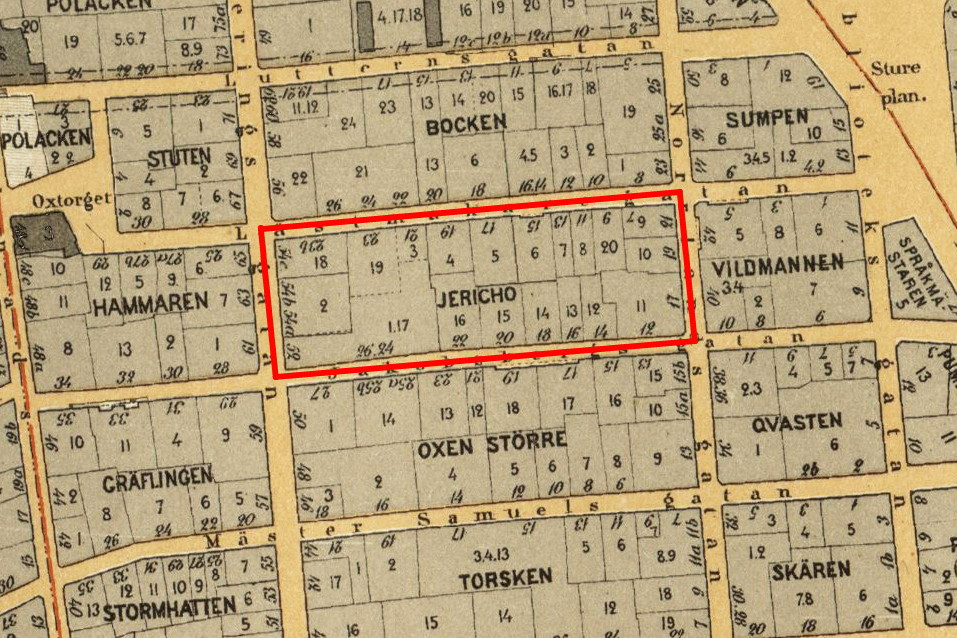
1899.
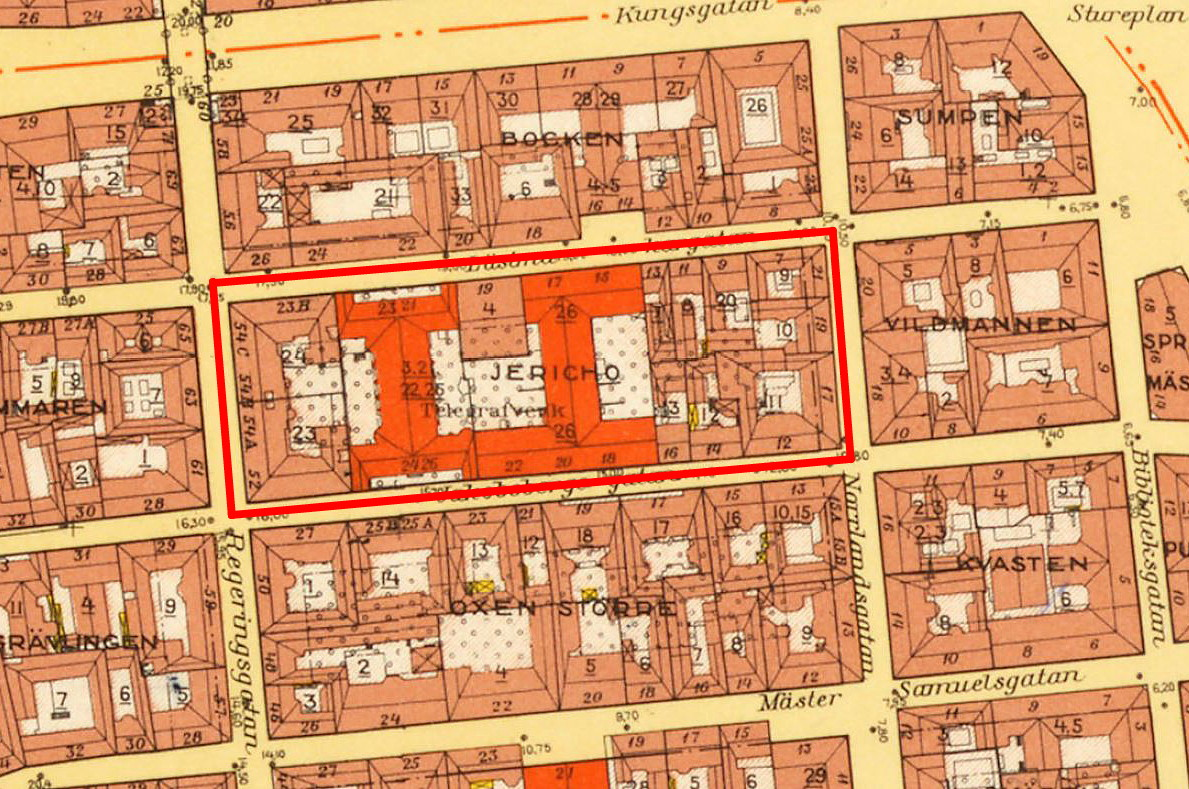
1940.

### Namnet
Kvarteret omnämns 1648 som Geriko och 1649 kallas det Gerickoberget, som var en östra utlöpare av Brunkeberget. Enligt Nils-Gustaf Stahre (Stockholms gatunamn) har namnet Geriko (eller Jericho) oklar bakgrund och inget med bibelns Jeriko att göra, men kan härröra från en skeppare vid namn Hans Jericho som omnämns i Stockholms tänkeböcker från och med 1584. Enligt Björn Hasselblad (Stockholmskvarter) har kvartersnamnet en annan förklaring. Enligt den hade här en glasmästare sin gård som hette Johan Sion (död 1668) och folkhumorn gav hans tomt namnet Jericho, ”ty en så biblisk man skall väl ha ett bibliskt namn på sin gård”. Namnet återkom även i gatunamnet Jerikobergsgatan (dagens Jakobsbergsgatan). På Petrus Tillaeus karta från 1733 har kvarteret beteckningen XXIII (Jericho).

### Bebyggelse och verksamheter

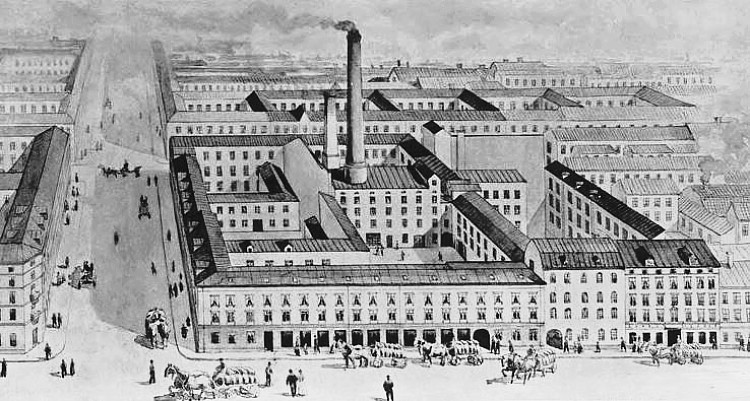
Wennberg & Ramstedt Ångkvarns anläggning låg i kvarterets västra del.

Ursprungligen (1670) delades kvarteret i 30 mindre tomter vilka slogs ihop till 17 tomter vid sekelskiftet 1900. Sedan dess har ytterligare flera fastighetsregleringar skett. Idag (2021) består kvarteret av tre stora fastigheter: 34, 35 och 36. I kvarteret (Jakobsbergsgatan 14) föddes Johan Tobias Sergel den 28 augusti 1740. I kvarteret fanns även två bagerier: Wennbergska bageriet och Danska ångbageriet. Wennbergska bageriet bildade ursprunget till Wennberg & Ramstedt Ångkvarns AB och ur Danska ångbageriet framgick Schumachers bageri. Inget av den äldre bebyggelsen finns idag bevarat. 
Äldsta husen i kvarteret ligger mot Regeringsgatan (tidigare Jericho 23 och 24) som Wennberg & Ramstedt Ångkvarns AB lät 1908 uppföra på en del av sin gamla kvarntomt. På Wennbergska kvarntomtens övriga del byggdes Televerkets hus i flera etapper mellan 1912 och 1955. Nyast är bebyggelsen mot Norrlandsgatan där det funnits Danska ångbageriet samt flera mindre fastigheter.  Här byggde Kungliga Telegrafstyrelsen 1961-1967 ytterligare lokaler för sin verksamhet. Televerket är inte längre fastighetsägare i kvarteret. De tre fastigheterna i kvarteret Jericho ägs idag (2021) av AMF Fastigheter (Jericho 34) och Skandia Fastigheter (Jericho 35 och 36).

### Kvarterets fastigheter
- Jericho 34 (västra del), (Regeringsgatan 52–54), byggår 1908, arkitekt Ernst Stenhammar.[8]
- Jericho 34 (östra del), (Jakobsbergsgatan 24 och Lästmakargatan 21), Televerkets hus, byggår 1912, arkitekt Aron Johansson.[9]
- Jericho 35 (Jakobsbergsgatan 22–22 och Lästmakargatan 15–19), byggår 1959, arkitekt Hans Åkerblad.[10]
- Jericho 36 (Norrlandsgatan 21), byggår 1967, arkitekt Hans Åkerblad.[11]

### Nutida bilder

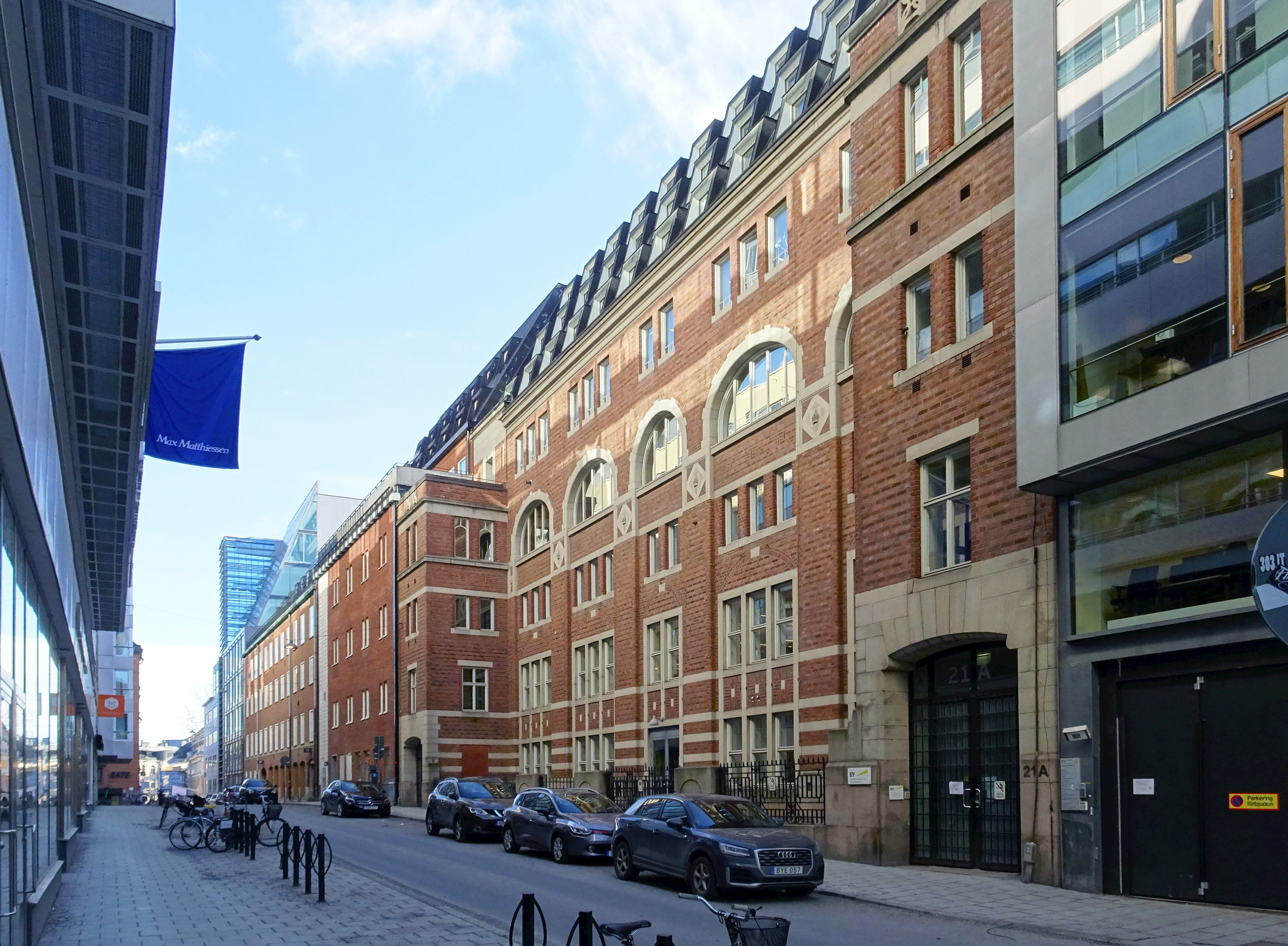
Jericho 34 (närmast) och 35 Lästmakargatan 21–13.
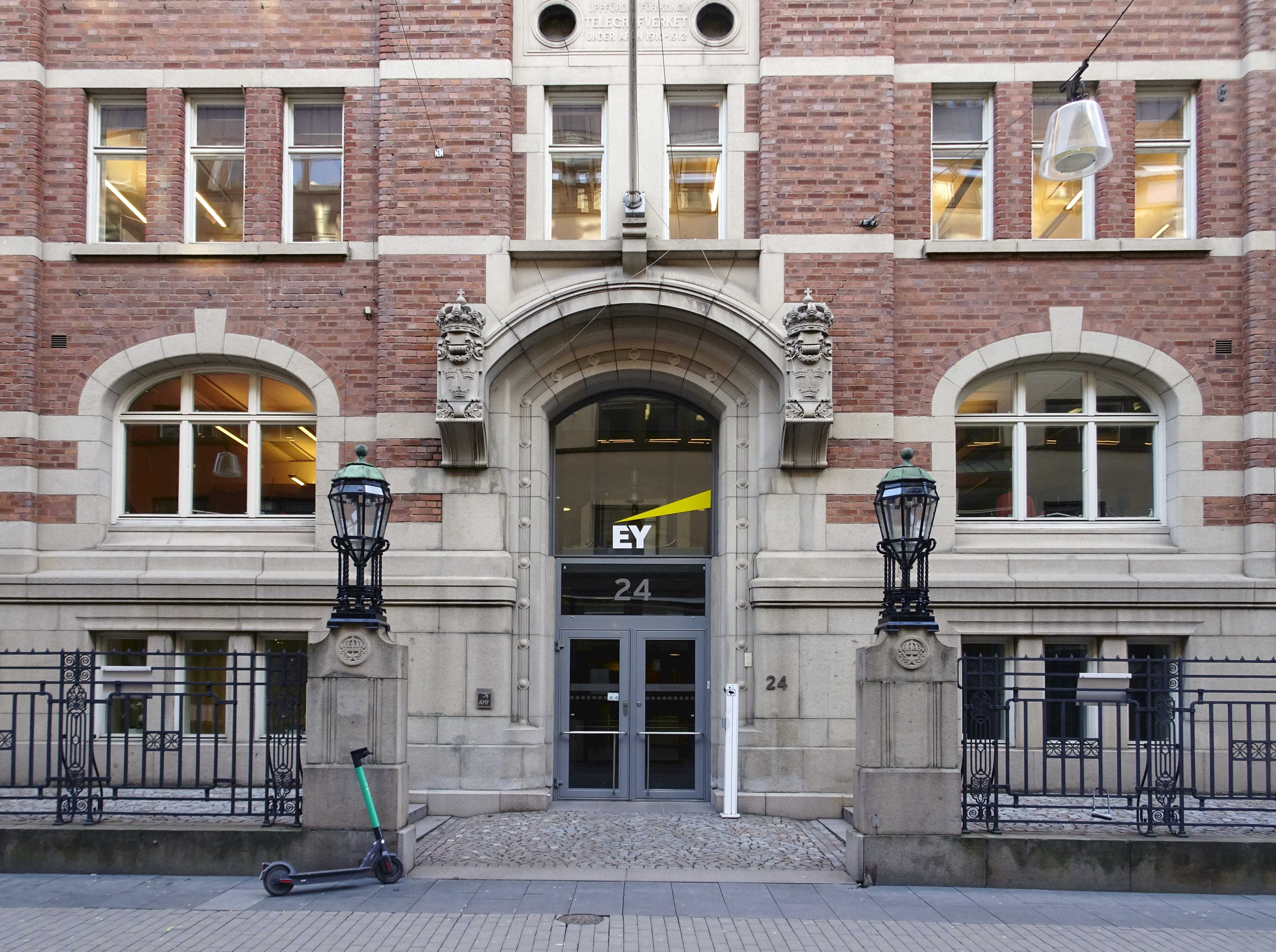
Jericho 34 (entré) Jakobsbergsgatan 24.
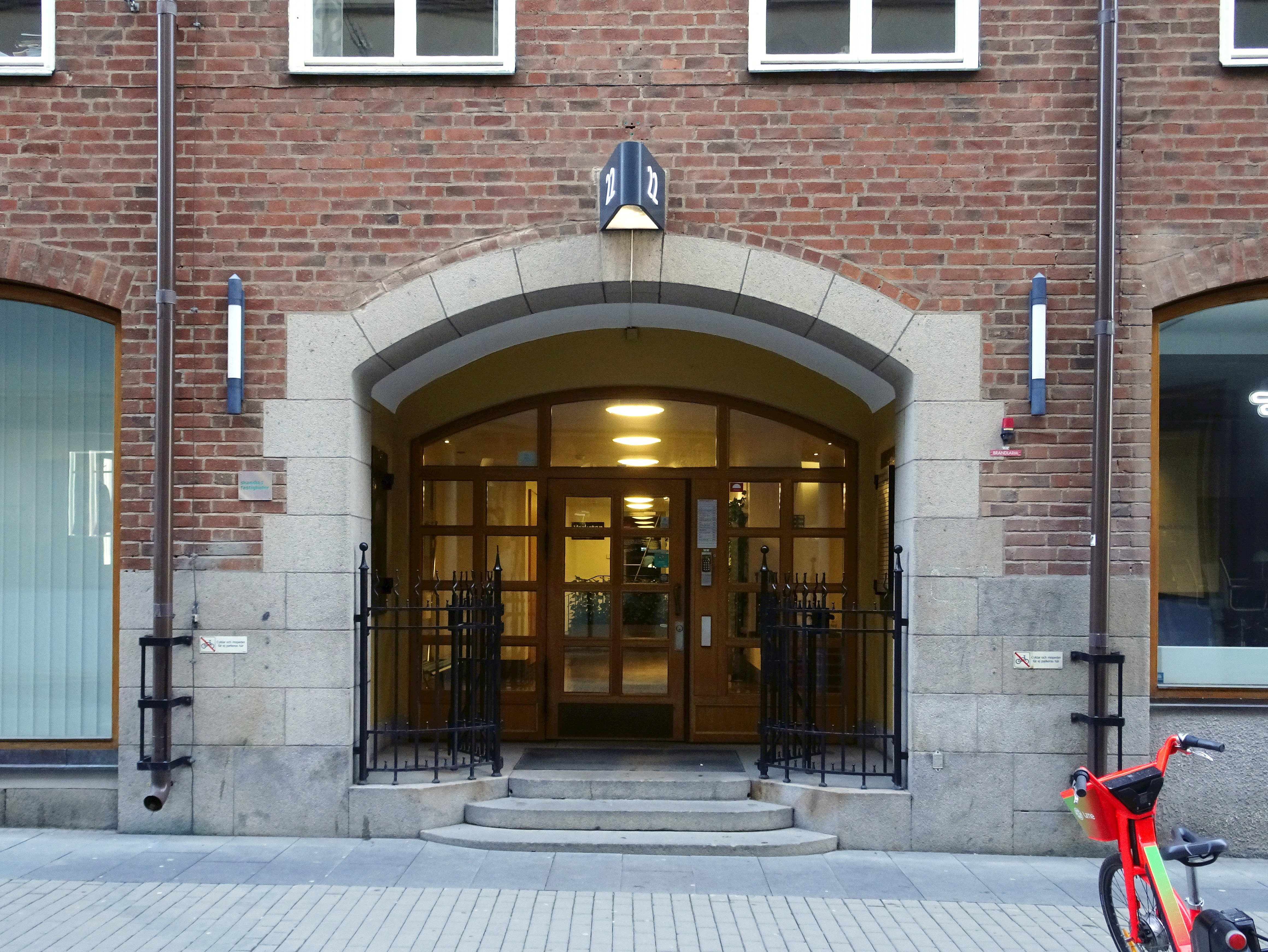
Jericho 35 (entré) Jakobsbergsgatan 22.
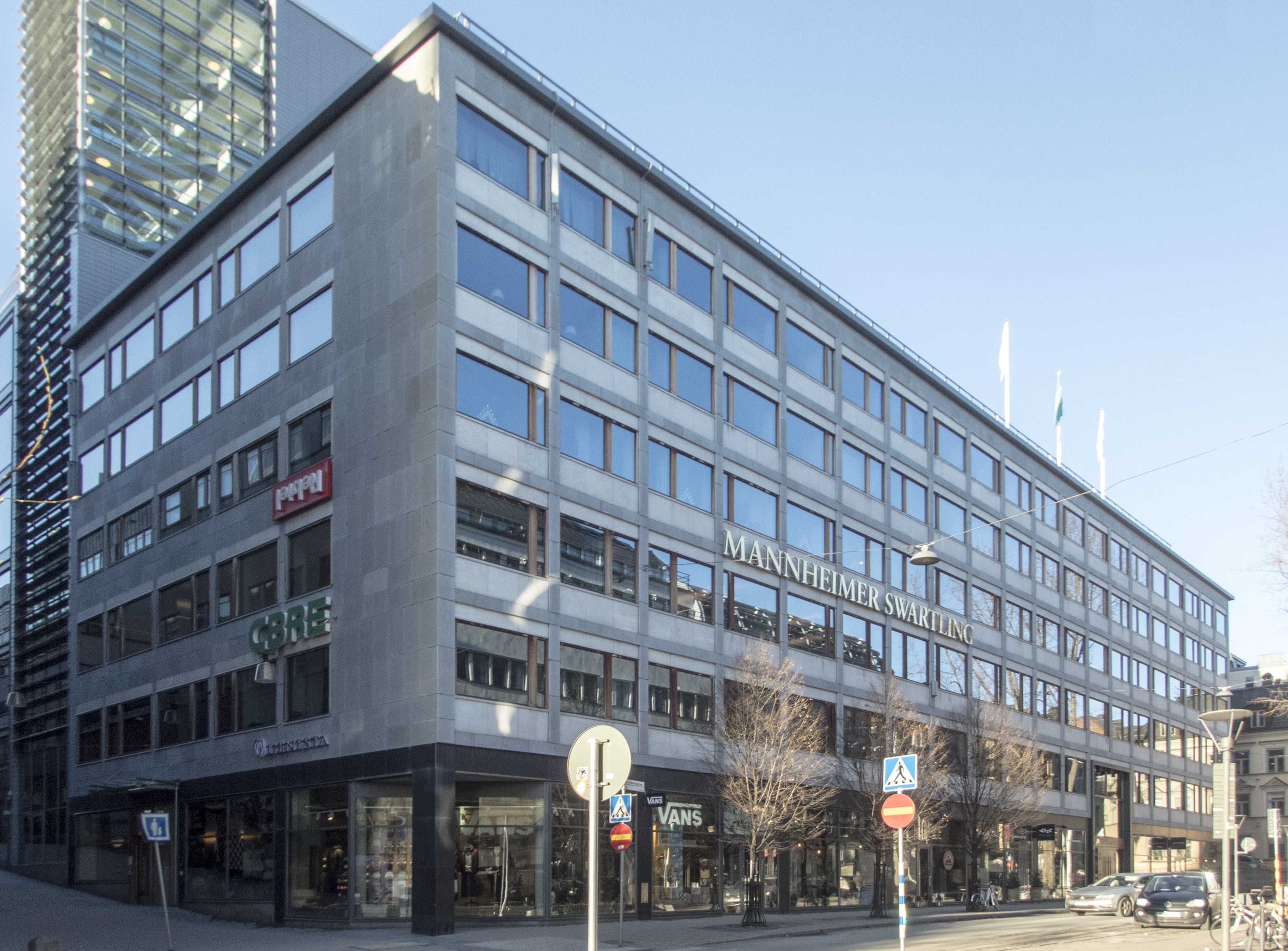
Jericho 36 Norrlandsgatan 17–21.